# Samin
Les Samin sont une communauté coutumière d'Indonésie vivant dans la région de Bojonegoro à Java oriental, au milieu d'une forêt de teck. On en trouve également dans le kabupaten de Blora à Java central, de l'autre côté du fleuve Solo.
Les Samin descendent des disciples de Surosentiko Samin. Samin était un fermier qui dans les années 1890, prêchait une résistance au pouvoir colonial hollandais. Il réagissait à l'accaparement de forêts de teck par les autorités. Celles-ci en interdisaient l'accès aux villageois, les déclarant propriété hollandaise.
Samin voulait que la population puisse accéder aux ressources des forêts de teck. Il s'agissait d'un mouvement communaliste pacifiste. Plutôt que d'organiser un soulèvement violent, Samin prêchait des formes pacifiques de résistance, comme le refus de payer l'impôt au gouvernement colonial, et de continuer à prendre du teck des forêts comme la population le faisait depuis toujours. Les autorités coloniales leur refusèrent cet accès. 
Samin mettait l'accent sur la structure de la communauté villageoise, le mysticisme et la sexualité. Son message était également un mouvement de protestation, aussi bien contre les chefs traditionnels qu'étaient les bupati, préfets choisis parmi la noblesse de robe javanaise, que contre les autorités coloniales des Indes orientales néerlandaises.
Le mouvement a survécu jusque dans les années 1960.
Les Samin, tout en se déclarant musulmans, ne pratiquent pas de nombreux rites, comme le jeûne et la prière régulière. Ils insistent plutôt sur les aspects spirituels de l'islam, ainsi que des principes moraux comme l'honnêteté, la modestie et la simplicité. En ce sens, ils sont semblables aux autres adeptes de la religion traditionnelle javanaise.